# Zerfaliu
Zerfaliu ist eine italienische Gemeinde (comune) mit 980 Einwohnern (Stand 31. Dezember 2023) in der Provinz Oristano auf Sardinien. Die Gemeinde liegt etwa elf Kilometer nordöstlich von Oristano am Tirso.